# جيوفاني كروكياتا
جيوفاني كروكياتا (بالإيطالية: Giovanni Crociata)‏ (11 أغسطس 1997 بباليرمو في إيطاليا - ) هو لاعب كرة قدم إيطالي في مركز الوسط.

## وصلات خارجية
- جيوفاني كروكياتا على موقع الاتحاد الأوربي (الإنجليزية)
- جيوفاني كروكياتا على موقع قاعدة بيانات كرة القدم.إي يو (الإنجليزية)
- جيوفاني كروكياتا على موقع بيانات كرة القدم. دي إي (الألمانية)
- جيوفاني كروكياتا على موقع ليكيب (الفرنسية)
- جيوفاني كروكياتا على موقع Soccerbase.com (لاعب) (الإنجليزية)
- جيوفاني كروكياتا على موقع Soccerway.com (الإنجليزية)
- جيوفاني كروكياتا على موقع عالم كرة القدم.نت (الإنجليزية)
- جيوفاني كروكياتا على موقع AS.com (الإسبانية)